# Switch ethnique
Le terme de switch ethnique (Racebending) a été inventé en 2009 pour protester contre l'orientation du la distribution de l'adaptation cinématographique de la série d'animation Avatar, le dernier maître de l'air. Les rôles principaux de la série (Aang, Katara et Sokka) étaient originaires d'Asie orientale (Aang) et inuits (Katara et Sokka), mais ont été joués par des acteurs d'origine européenne dans le film. Les premières contestations telles que "Sauver le monde avec un timbre"  ont été créées dans un forum en ligne qui a inondé Paramount de courriers",. Cependant, le casting est resté inchangé et lorsque la production a commencé, les initiateurs ont fondé le groupe de défense et le site Web Racebending "empruntant à l'univers d'Avatar, de manière ludique, le terme "air bending" (faire ployer l'air)".
Pour le site Web Racebending.com le Switch ethnique (Racebending) se produit "lorsqu'un créateur de contenu multimédia (studio de cinéma, éditeur, etc.) change la race ou l'ethnie initiale d'un personnage. Il s'agit d'une pratique hollywoodienne de longue date qui a été historiquement utilisée pour discriminer les gens de couleur.". Le site Web indique également que le problème est antérieur à la création du terme. Selon Christopher Campbell, le whitewashing dans les films est particulièrement courant et "possède une longue tradition parmi les productions les plus réussies et les plus vénérées de l'industrie. L'histoire du cinéma regorge d'exemples d'acteurs blancs représentant des personnages de couleur".

## Exemples
Au cinéma, les acteurs incarnant les personnages antagonistes sont principalement originaires du Moyen-Orient et d'Inde.
Après que les producteurs du Dernier maître de l'air aient annoncé leur décision de choisir les acteurs blancs Noah Ringer, Nicola Peltz et Jackson Rathbone dans les rôles principaux (initialement asiatiques dans la série animée), les artistes qui avaient travaillé sur le dessin-animé initial ont créé un site Web anonyme et ont commencé une campagne de lettres de protestation.
Deux fans du site Web, connus sous le nom de glockgal et jedifreac, ont réalisé que le Switch ethnique ne se limitait pas qu'au Dernier maître de l'air, créant ainsi leur propre forum: Racebending.com.
En 2010, Racebending.com a écrit une lettre au PDG de Nickelodeon de l'époque, Jeff Dunn, concernant les restrictions d'audition pour Power Rangers Samurai, la dix-huitième saison de la franchise Power Rangers. Les producteurs de la série avaient limité les auditions pour le Red Ranger aux seuls acteurs blancs, mais le casting a été rouvert en juin 2010 aux acteurs de toutes ethnies.
Le film Exodus: Gods and Kings a reçu un contrecoup important sur les réseaux sociaux avant sa sortie, en raison des acteurs blancs Christian Bale, Joel Edgerton et d'autres choisis pour jouer les rôles d'Égyptiens, tandis que les acteurs noirs n'étaient distribués que dans des rôles d'esclaves et de voleurs. Le réalisateur Ridley Scott a fait valoir que des acteurs d'autres ethnies (Iraniens, Espagnols, Arabes, etc.) avaient aussi étaient choisis, parce que les Égyptiens étaient composés d'ethnies diverses et que le public ne devrait pas se concentrer uniquement sur les acteurs blancs.
En 2010, Racebending.com et le Media Action Network for Asian Americans, en plus d'exhorter au boycott du Dernier maître de l'air, ont également exhorté au boycott de Prince of Persia : Les Sables du Temps, pour cause de switch ethnique. Le film a été critiqué pour avoir choisi des acteurs blancs pour les rôles principaux au lieu d'acteurs d'origine iranienne ou moyen-orientale.
Lorsque Scarlett Johansson a été choisi pour le rôle principal du film de Motoko Kusanagi Ghost in the Shell, l'adaptation cinématographique du manga japonais , les fans réagirent au casting. L'histoire se déroulant au Japon, on pouvait supposer que l'actrice qui incarnerait le personnage serait d'origine japonaise et de nombreux fans ont signé des pétitions réclamant un nouveau casting. Johansson a abordé la question dans un entretien donné à Marie Claire, déclarant qu'elle n'aurait jamais accepté le rôle si cela signifiait le prendre à une actrice asiatique. Johansson a expliqué comment elle avait accepté le rôle parce que le personnage principal était une femme et "avoir une franchise avec une protagoniste qui mène l'intrigue est une opportunité si rare". Des groupes d'activistes, tels que le Media Action Network for Asian Americans (MANAA) ont accusé Johansson de mentir en disant qu'elle ne jouerait jamais ou ne tenterait pas de jouer quelqu'un d'une race différente. Ils pensaient qu'Hollywood ne permettait pas aux Asiatiques de jouer des personnages asiatiques et qu'à la place, on engageait des acteurs blancs pour jouer des rôles qui auraient facilement pu être interprétés par des asiatiques. Des actrices asiatiques telles que Constance Wu et Ming-Na Wen ont appelé au boycott du film pensant qu'il était injuste que le rôle ne revienne pas à une femme asiatique. Le président fondateur de MANAA, Guy Aoki, a déclaré : "Hollywood utilise toujours les mêmes excuses, à savoir qu'il n'y a pas d'interprètes asiatiques-américains suffisamment connus pour jouer dans un blockbuster. Rien n'a été développé pour que de tels acteurs obtiennent même un troisième rôle. Sans un effort consciencieux, quel interprète pourrait percer et se faire suffisamment connaître du grand public afin que les producteurs en fasse une tête d’affiche ? Quand briserons-nous à jamais ce plafond de verre ?". Le film a généré de nombreux débats sur la façon de permettre aux acteurs et actrices issus des minorités d'avoir un rôle principal, et sur la façon de mettre fin à ces problèmes endémiques à  Hollywood. Contrairement à la controverse, Mamoru Oshii , réalisateur du film d'animation de 1995, a défendu le choix de Johansson et a même cité le casting comme étant conforme aux thèmes, à l'histoire et aux sources du livre, en disant spécifiquement "Le principal est le cyborg et son apparence physique est entièrement assumée. Le nom "Motoko Kusanagi "et son corps actuel ne sont ni son nom ni son corps d'origine, il n'y a donc aucune raison de dire qu'une actrice asiatique devrait la jouer... Je pense que Scarlett jouant Motoko était le meilleur choix possible pour ce film. Je ne vois qu'une raison politique à cette opposition, et je pense que l'expression artistique doit être libérée de la politique.".
À l'inverse, lorsqu'un nouveau volet d'Harry Potter est apparu avec la pièce de théâtre Harry Potter et l'Enfant maudit, on a annoncé que le personnage d'Hermione Granger serait joué par Noma Dumezweni, une actrice africaine résidant en Angleterre. Les fans mécontents ont appeler cela du "blanchiment à l'envers", mentionnant que la peau blanche d'Hermione était spécifiée au départ dans les livres; mais J. K. Rowling, l'auteur, a déclaré que la couleur de peau du personnage n'avait jamais été précisée, en revanche elle devait plutôt être intelligente et brillante.
Un autre exemple de Switch ethnique s'est produit lorsque Jodie Turner-Smith, qui est une femme noire, a été choisie pour jouer Anne Boleyn, la deuxième épouse d'Henri VIII et femme blanche.

## Pour en savoir plus
- Elizabeth Gilliland, « Racebending fandoms and digital futurism », Transformative Works and Cultures, vol. 22,‎ 2016 (ISSN 1941-2258, DOI 10.3983/twc.2016.0702 )
- Albert S. Fu, « Fear of a black Spider-Man: racebending and the colour-line in superhero (re)casting », Journal of Graphic Novels and Comics, vol. 6, no 3,‎ 2014, p. 269–283 (DOI 10.1080/21504857.2014.994647, S2CID 191558200)